# Ulrich Surau
Ulrich Surau (Emmerich am Rhein, 1952. augusztus 19. –) német labdarúgó, hátvéd, középpályás.

## Pályafutása
1970–71-ben az Alemannia Aachen, 1971 és 1976 között a Borussia Mönchengladbach labdarúgója volt. A Borussia együttesével két nyugatnémet bajnoki címet és egy kupagyőzelmet ért el. Egyszeres UEFA-kupagyőztes (1974–75) és döntős (1972–73) volt a csapattal. 1976-ban a Rot-Weiß Essen, 1977-ben a Bonner SC játékosa volt. 1977 és 1979 között a holland N.E.C. együttesében fejezte be az aktív játékot.

## Sikerei, díjai
Borussia Mönchengladbach
- Nyugatnémet bajnokság (Bundesliga)
  - bajnok (2): 1974–75, 1975–76
  - 2.: 1973–74
- Nyugatnémet kupa (DFP-Pokal)
  - győztes: 1973
- UEFA-kupa
  - győztes: 1974–75
  - döntős: 1972–73